# Honey & Мед
«Honey & Мед» — сингл української співачки Тіни Кароль, випущений 28 квітня 2023 року. Пісня відрізняється від більшості інших записів Тіни Кароль насамперед тим, що в її тексті використовуються фрагменти українською та англійською мовами. Саунд-продюсером, автором музики та слів є сама співачка.

## Опис та реліз
«Honey & Мед» — це історія одного кохання, яке знайоме багатьом. Використовуючи алегорії, Тіна порівнює почуття зі стихіями. Співачка вперше у своїй кар'єрі випустила авторську пісню двома мовами, англійською та українською. У цій композиції гармонійно поєднується сучасний саунд та лірика любовної балади.
Співачка не випадково випустила трек, написаний двома мовами. Тіна бачить у цьому особливу місію, а саме культурну експансію української музики серед світової аудиторії, уславлюючи таким чином сучасну музичну Україну.
Міксинг та мастеринг пісні робив володар 16 премій Греммі Джейсен Джошуа, відомий по співпраці з Бейонсе, Ріанною, Джастіном Тімберлейком та іншими. Над аранжуванням працювала українська команда музикантів, яка творила магію понад чотири місяці, хоча вокал співачки був записаний з першого дубля. Саунд-продюсером, автором музики та слів стала Тіна Кароль.

## Музичне відео
Зйомки відеокліпу на пісню «Honey & Мед» проходили в Лос-Анджелесі. Автором кліпу виступив український режисер Генрі Ліпатов, світову славу якому принесли відеороботи з такими артистами як Емінем, Дженніфер Лопес, 50 Cent, Linkin Park та багато інших.
Протягом усього кліпу можна побачити різноманітні символи, які передають актуальний внутрішній стан кожного українця.
«Пісня Тіни Кароль „Honey & Мед“ підкорила мене! Відеокліп є приголомшливим набором візуальних ефектів: весь кліп Тіна закутана в білу ковдру, яка ніби стала її фортецею. Натхненником кадрів із акулами у небі став художник Lysergick Art. Ці кадри — алегорія на опір, у якому перебуває кожен українець і Тіна сьогодні: тендітна дівчина, яка не боїться самовираження та йде на зустріч труднощам. Значення сцени з медом, що стікає з голови Тіни — зцілення і трансформація. Цвяхи на дошці — досягнення внутрішнього світу та гармонії», — коментує зміст символів Генрі Ліпатов.
Прем'єра кліпа відбулась в особливий день для Тіни Кароль, а саме 28 квітня — в день пам'яті її чоловіка Євгена Огіра, який пішов з життя рівно 10 років тому, 28 квітня 2013 року.
«Євген завжди хотів, аби я не зупинялась, аби співала та звучала. І цей кліп — ніби моє звернення до нього: „Дивись, я можу“», — розповідає Тіна Кароль.

## Список композицій
| Цифрове завантаження, стрімінг | Цифрове завантаження, стрімінг       | Цифрове завантаження, стрімінг | Цифрове завантаження, стрімінг |
| #                              | Назва                                | Автор                          | Тривалість                     |
| ------------------------------ | ------------------------------------ | ------------------------------ | ------------------------------ |
| 1.                             | «Honey & Мед»                        | Тіна Кароль                    | 3:24                           |
| 2.                             | «Мед»                                | Тіна Кароль                    | 3:25                           |
| 3.                             | «Honey & Мед» (Instrumental Version) | Тіна Кароль                    | 3:25                           |
| 10:14                          |                                      |                                |                                |